# Cromer
Cromer – miasto portowe w Wielkiej Brytanii, w Anglii, w regionie East of England, w hrabstwie Norfolk. W 2001 miasto to na powierzchni 4,66 km² zamieszkiwało 7 749 osób.
W mieście znajduje się zbudowana w 1833 roku latarnia morska Cromer.
W tym mieście ma swą siedzibę klub piłkarski – Cromer Town F.C.

## Miasta partnerskie
- Nidda
- Crest